# 지바 뉴타운 철도 9800형 전동차
지바 뉴타운 철도 9800형 전동차(일본어: 住宅・都市整備公団9800形電車 じゅうたく・としせいびこうだん9800がたでんしゃ[*])는 지바 뉴타운 철도의 전동차로 이 열차는 2017년부터 운행을 시작했으며 기존에 운행했던 지바 뉴타운 철도 9000형 전동차를 대체하기 위해 도입되었고 호쿠소 철도에서 운용 중인 호쿠소 철도 7300형 전동차 1편성을 임차해서 운용하고 있다.

## 편성
- 현재 9800형 8량 편성은 게이세이 본선, 게이큐 본선, 도에이 지하철 아사쿠사 선, 호쿠소 철도 호쿠소 선에서 운행하고 있으며 편성은 다음과 같다.[2]

| 호차 | 1      | 2      | 3      | 4      | 5      | 6      | 7      | 8      |
| ---- | ------ | ------ | ------ | ------ | ------ | ------ | ------ | ------ |
| 명칭 | M2c    | M1     | T      | M2     | M1'    | T      | M1     | M2c    |
| 번호 | 9801-1 | 9801-2 | 9801-3 | 9801-4 | 9801-5 | 9801-6 | 9801-7 | 9801-8 |

## 같이 보기
- 호쿠소 철도 7300형 전동차